# الحيصامة
الحيصامة منطقة عراقية في مقاطعة البادية الجنوبية غرب قضاء الزبير أقصى شمال غرب محافظة البصرة بهضبة الدبدبة بالبادية العراقية جنوب العراق، فيها ثلاثة آبار خرايج، غزيرة ماؤها مالح، عمقها 18 متراً، البُعد 75 كيلومتراً بينها وبين بصية جنوب الغرب. وفي الحيصامة مخلفات حربية منذ معركة أم المعارك سنة 1991 ومعركة الحواسم سنة 2003، وما زالت المخلفات تُباغت الواطئين لتلك الأرض. ذكر مكي الجميل في كتابه (البدو والقبائل الرحالة في العراق) المنشور سنة 1956م مناطقَ آبار عشيرة الضفير وذكر أن الحيصامة لفرقة بني حسين".